# Nathan M. Newmark Medal
Die Nathan M. Newmark Medal der American Society of Civil Engineers wird für besondere Leistungen in Konstruktivem Ingenieurbau (Structural Engineering) verliehen. Sie ist nach Nathan M. Newmark benannt.

## Preisträger
- 1976 John E. Goldberg[1]
- 1977 Melvin Baron
- 1978 Anestis S. Veletsos
- 1979 Ray W. Clough
- 1980 Olgierd C. Zienkiewicz
- 1981 Egor R. Popov
- 1982 George W. Housner
- 1983 Joseph Penzien
- 1984 William J. Hall
- 1985 Masanobu Shinozuka
- 1986 Robert H. Scanlan
- 1987 Emilio Rosenblueth
- 1988 Alfredo H-S. Ang
- 1989 Donald E. Hudson
- 1990 Lawrence Goodman
- 1991 Vitelmo V. Bertero
- 1992 Paul C. Jennings
- 1993 Anil K. Chopra
- 1994 Jerome L. Sackman
- 1995 Jose M. Roesset
- 1996 Zdenek P. Bazant
- 1997 Wilfred D. Iwan
- 1998 J. N. Reddy
- 1999 Pol D. Spanos
- 2000 George C. Lee
- 2001 Robert H. Dodds Jr.
- 2002 Tsu T. Soong
- 2003 Kaspar J. Willam
- 2004 Theodore V. Galambos
- 2005 Dan M. Frangopol
- 2006 Bruce R. Ellingwood
- 2007 Sami F. Masri
- 2008 George Z. Voyiadjis
- 2009 Chandrakant S. Desai
- 2010 Howard S. Levine
- 2011 Andrei M. Reinhorn
- 2012 Yannis F. Dafalias
- 2013 Somnath Ghosh
- 2014 Herbert A. Mang
- 2015 Michael C. Constantinou
- 2016 Mircea D. Grigoriu
- 2017 Xilin Lu
- 2018 Billie F. Spencer
- 2019 Bojan Guzina
- 2020 Satish Nagarajaiah
- 2021 Ahsan Kareem
- 2022 Giovanni Solari
- 2023 Andrew S. Whitaker